# Saab 9-7X
De Saab 9-7X was een SUV-model van de Zweedse autofabrikant Saab Automobile gebaseerd op het GMT360-platform van General Motors, dat ook gebruikt werd voor de GMC Envoy en Chevrolet TrailBlazer. Om die reden wordt de 9-7X ook wel "TrollBlazer" genoemd, hoewel hij niet werd gebouwd in Trollhättan, Zweden, de traditionele productieplaats van Saabs, maar in Moraine, Ohio, V.S. Vanwege slechte verkopen en 'de crisis' heeft GM de fabriek in Moraine gesloten op 23 december 2008.
De auto werd sinds 2006 op de Nederlandse markt verkocht en was de grootste verkrijgbare personenauto van Saab.

## Motoren
|                              | 4.2i GM Atlas LL8            | 5.3i V8 GM Vortec LH6        | 6.0i V8 "GM LS2"     |
| Productie                    | 2005-2008                    | 2005-2008                    | 2008                 |
| Motoreigenschappen           |                              |                              |                      |
| Motortype                    | zescilinder in-lijn          | V8                           | V8                   |
| Brandstofinjectie            | multi-point injectie         | multi-point injectie         | multi-point injectie |
| Cilinderinhoud               | 4195 cm³                     | 5328 cm³                     | 5972 cm³             |
| Vermogen                     | 213 kW (290 pk) bij 6000 tpm | 220 kW (300 pk) bij 5200 tpm | 290 kW (390 pk)      |
| Koppel                       | 373 Nm bij 3600 tpm          | 447 Nm bij 4000 tpm          | 542 Nm               |
| Krachtoverbrenging           |                              |                              |                      |
| Aandrijving                  | vier-wielaandrijving         | vier-wielaandrijving         | vier-wielaandrijving |
| Transmissie                  | 4-automaat                   | 4-automaat                   | 4-automaat           |
| Meetwaarden                  |                              |                              |                      |
| Acceleratie, 0-100 km/u      | 8,9 s                        | 7,8 s                        | 6,3 s                |
| Topsnelheid                  | 190 km/u                     | 190 km/u                     | 235 km/u             |
| Brandstofverbruik (l/100 km) | 16,7 l                       | 15,5 l                       |                      |
| CO2-emissie (g/km)           | 398 g/km                     | 363 g/km                     |                      |

Vroegere modellen:
92001 · 
92 · 
93 · 
Sonnett I · 
95 · 
96 · 
Sonnett II · 
Sonnett III · 
99 · 
90 · 
600 · 
900 · 
9000 · 
9-3 · 
9-5 ·
9-4X · 
9-7X
Voormalig geplande modellen:
9-1/9-2 · 
9-6X
Conceptmodellen:
Aero-X · 
9-X